# Erreur en relation de comportement
L'erreur en relation de comportement est une notion utilisée en mécanique des milieux continus pour quantifier l'erreur commise lors de la résolution approchée d'un problème régi par des équations d'équilibre, des conditions aux limites et une relation de comportement lorsque les champs approchés sont admissibles.
Lorsque l'on cherche la solution à un problème du type trouver le champ de déplacement et de contrainte d'un solide soumis à un chargement donné et avec certains déplacements imposés, la méthode naturelle consiste à partir des équations locales d'équilibre et à les intégrer. Cependant selon le type de domaine et/ou de chargement cela peut s'avérer impossible.
On est alors amené à chercher des solutions approchées.
On se place dans l'hypothèse des petites perturbations, dans le cadre de l'élasticité linéaire.
Soit {\displaystyle \Omega } l'espace occupé par le solide.
De plus on suppose que le problème est bien posé, c’est-à-dire qu'il existe une partition à deux éléments {\displaystyle (\partial _{1}\Omega ,\partial _{2}\Omega )} de {\displaystyle \partial \Omega }, le bord de {\displaystyle \Omega } telle que sur {\displaystyle \partial _{1}\Omega } il n'y ait que des déplacements imposés, et sur {\displaystyle \partial _{2}\Omega } que des efforts imposés.

## Champs de déplacement cinématiquement admissibles

### Champs de déplacement cinématiquement admissibles
Le champ de déplacement solution vérifie certaines conditions aux limites et possède une certaine régularité issue de la structure du milieu. Ces conditions définissent l'espace des champs cinématiquement admissibles, qui est l'ensemble des champs de déplacement suffisamment réguliers satisfaisant aux conditions aux limites.
{\displaystyle {\underline {u}}={\underline {u_{d}}}} sur {\displaystyle \partial _{1}\Omega } où {\displaystyle {\underline {u_{d}}}} est le déplacement imposé.
On note cet espace {\displaystyle CA(\Omega )}
Dans le cas général, cet espace est un espace affine de dimension infinie

### Champs de déplacement cinématiquement admissibles à zéro
On définit l'espace des champs cinématiquement admissibles à zéro comme étant l'ensemble des champs de déplacement suffisamment réguliers sur {\displaystyle \Omega } satisfaisant à des conditions aux limites nulles
Dans le cas général, cet espace est un espace vectoriel de dimension infinie, c'est la direction de {\displaystyle CA(\Omega )}, on le note {\displaystyle CA_{0}(\Omega )}

## Champs de contraintes statiquement admissibles

### Champs de contraintes statiquement admissibles
Le champ de contraintes solution vérifie lui aussi certaines conditions aux limites, possède aussi une certaine régularité et satisfait aux équations d'équilibre locales du milieu :
{\displaystyle {\underline {\underline {\sigma }}}\cdot {\underline {n}}={\underline {F_{d}}}} sur {\displaystyle \partial _{2}\Omega } où {\displaystyle {\underline {F_{d}}}} est le champ d'efforts surfaciques imposé.
{\displaystyle {\underline {div}}({\underline {\underline {\sigma }}})+{\underline {f_{d}}}={\underline {0}}} où {\displaystyle {\underline {f_{d}}}} est le champ de forces volumiques imposé.
Ces conditions définissent l'espace des champs statiquement admissibles, noté {\displaystyle SA(\Omega )}.
Dans le cas général, cet espace est un espace affine de dimension infinie.

### Champs de contraintes statiquement admissibles à zéro
De même que pour les champs cinématiquement admissibles, on définit l'ensemble des champs statiquement admissibles à zéro comme étant l'ensemble des champs de contraintes statiquement admissibles sur {\displaystyle \Omega } pour un chargement nul.
On note cet ensemble {\displaystyle SA_{0}(\Omega )}. Dans le cas général, c'est un espace vectoriel de dimension infinie, qui est la direction de {\displaystyle SA(\Omega )}

## Recherche d'une solution approchée au problème
La recherche d'une solution approchée consiste à trouver un couple {\displaystyle ({\underline {u}},{\underline {\underline {\sigma }}})\in CA(\Omega )\times SA(\Omega )}

## Erreur en relation de comportement
Il vient naturellement que pour mesurer la qualité de l'approximation, il faut regarder dans quelle mesure le couple {\displaystyle ({\underline {u}},{\underline {\underline {\sigma }}})} vérifie la relation de comportement :
{\displaystyle {\underline {\underline {\sigma }}}={\underline {\underline {\underline {\underline {K}}}}}\cdot {\underline {\underline {\varepsilon (u)}}}}
où {\displaystyle {\underline {\underline {\underline {\underline {K}}}}}} est le tenseur de Hooke.
Pour ce faire on définit l'erreur en relation de comportement, {\displaystyle e} par :
{\displaystyle e=\left\|{\underline {\underline {\sigma }}}-{\underline {\underline {\underline {\underline {K}}}}}\cdot {\underline {\underline {\varepsilon (u)}}}\right\|}
Ou encore :
{\displaystyle e^{2}={\frac {1}{2}}\int _{\Omega }{Tr}\left[\left({\underline {\underline {\sigma }}}-{\underline {\underline {\underline {\underline {K}}}}}\cdot {\underline {\underline {\varepsilon (u)}}}\right)\cdot {\underline {\underline {\underline {\underline {K}}}}}^{-1}\cdot \left({\underline {\underline {\sigma }}}-{\underline {\underline {\underline {\underline {K}}}}}\cdot {\underline {\underline {\varepsilon (u)}}}\right)\right]d\Omega }
À partir de l'expression de {\displaystyle e^{2}}, on peut facilement aboutir aux théorèmes énergétiques.

## Application aux méthodes approchées
Ces théorèmes sont utiles pour la recherche de solutions approchées. Pour ce faire on se place dans un sous-espace de dimension finie de {\displaystyle CA(\Omega )} ou de {\displaystyle SA(\Omega )} dont on se donne une base.
La résolution du problème de minimisation de l'énergie potentielle se ramène alors à la résolution du système linéaire suivant :
{\displaystyle {\underline {\underline {\mathbb {K} }}}\cdot {\underline {\mathbb {U} }}={\underline {\mathbb {F} }}}
où
- {\displaystyle {\underline {\underline {\mathbb {K} }}}} est la matrice de rigidité,
- {\displaystyle {\underline {\mathbb {U} }}} est le déplacement approché, et
- {\displaystyle {\underline {\mathbb {F} }}} est le vecteur des efforts extérieurs généralisés.

Les différences entre les méthodes approchées découlant de cette approche portent essentiellement sur le choix du sous-espace de recherche.

### Méthode de Ritz
Cette méthode est la plus intuitive, elle consiste à choisir comme espace de recherche un espace dont la direction est un espace vectoriel définit par sa base {\displaystyle (\varphi _{i})}, où les {\displaystyle \varphi _{i}} sont des fonctions définies sur tout {\displaystyle \Omega } et sont des fonctions qu'on pense assez proches de la solution exacte.
Cette méthode est pertinente si on a déjà une idée de la solution, mais n'est pas facilement programmable, et pose toujours un problème d'intégration si le domaine n'est pas simple.

### Méthode aux éléments finis
Cette méthode consiste à ne pas définir les fonctions de base définis sur tout {\displaystyle \Omega }, mais à découper le domaine en éléments sur lesquels on définit des fonctions de bases nulles à l'extérieur de l'élément.
Cette méthode à l'avantage d'être facilement programmable et permet de s'affranchir des problèmes d'intégration.